# Rose-Marie Pagnard

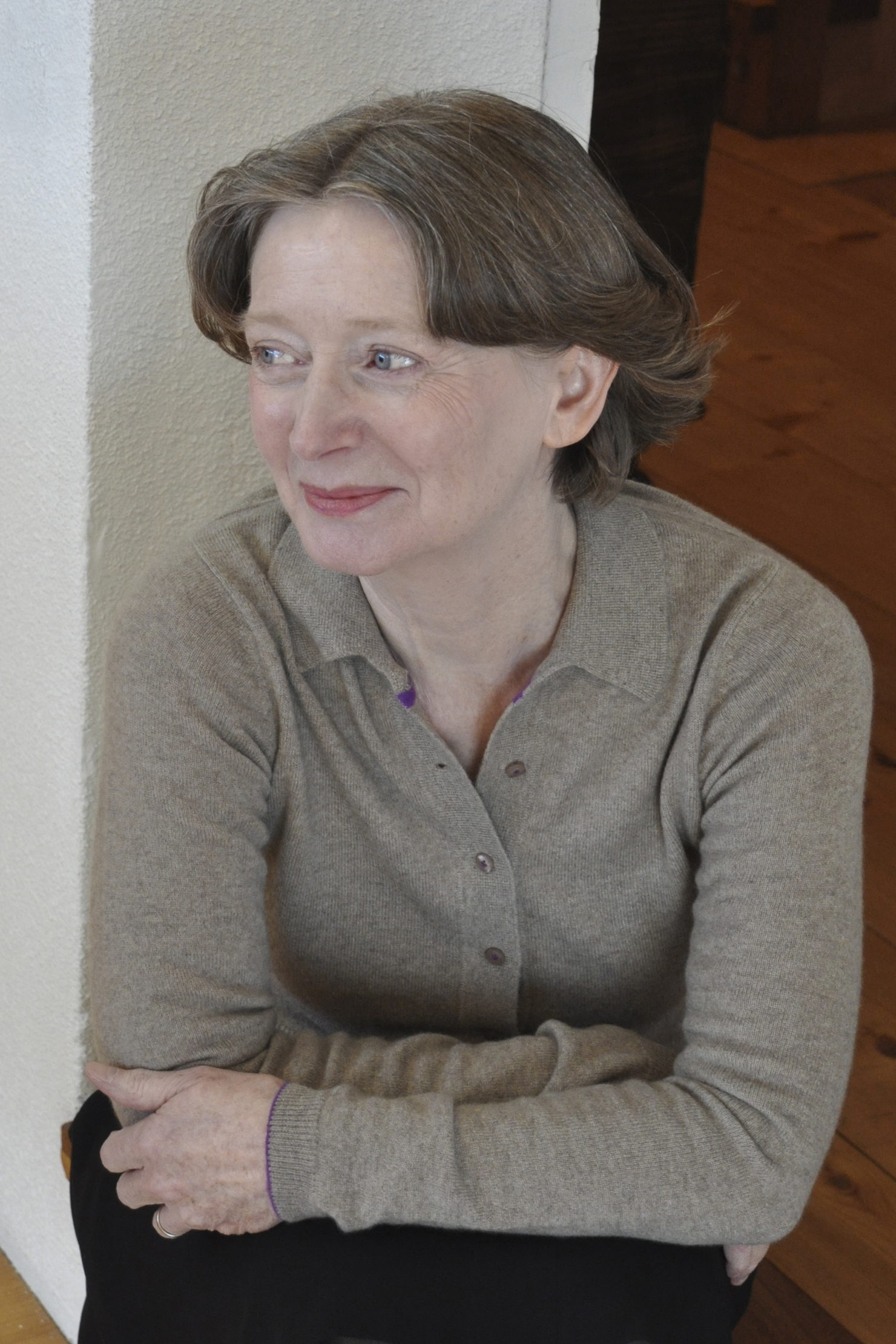
Rose-Marie Pagnard (2009)

Rose-Marie Pagnard (* 18. September 1943 als Rose-Marie Probst in Delsberg, damals Kanton Bern) ist eine Schweizer Schriftstellerin.

## Leben
Rose-Marie Pagnard besuchte die Grundschule und das Lehrerseminar in Delsberg. 1962 lernte sie den Künstler René Myrha kennen. Die beiden zogen nach Basel, heirateten und gründeten eine Familie mit zwei Töchtern.
1985 zogen sie nach Les Breuleux im Kanton Jura. Im selben Jahr erschien ihre erste Erzählung, 2021 ihr neunter Roman.
Pagnard ist Mitglied des Schriftstellerverbands Autorinnen und Autoren der Schweiz (AdS).

## Auszeichnungen
- 1989: Prix Michel Dentan für La Période Fernandez
- 1999: Gesamtwerkspreis der Schweizerischen Schillerstiftung
- 2014: Schweizer Literaturpreis für J’aime ce qui vacille

## Werke

### Romane
- Les objets de Cécile Brokerhof, Vevey 1992
- Dans la forêt la mort s’amuse, Arles 1999
- Janice Winter, Paris 2003
- Revenez chères images, revenez, Paris 2005
- Le Conservatoire d’amour, Paris 2008
- Le motif du rameau et autres liens invisibles, Genf 2010
- J’aime ce qui vacille, Genf 2013
- Jours merveilleux au bord de l’ombre, Carouge 2016
- Gloria Vynil, Chêne-Bourg 2021

### Erzählungen
- Séduire, dit-elle, Lausanne 1985
- La période Fernández, Lausanne 1988
- Sans eux la vie serait un désert, Lausanne 1988
- La leçon de Judith, Vevey 1993
  - Judiths Vermächtnis. Erzählung. Deutsch von Markus Hediger. Lenos, Basel 2002, ISBN 3-85787-333-7.
- Le Collectionneur d’illusions, Genf 2006